# L'Offrande musicale sur le nom de Bach
L'Offrande musicale sur le nom de Bach, op. 187, est une suite de douze pièces de Charles Koechlin, composées sur le motif BACH et confiées à des ensembles instrumentaux allant du quatuor à cordes, voire du piano seul, à un orchestre symphonique de dimensions considérables.
Créée le 19 mai 1973 par l'orchestre symphonique de la Radio de Francfort, plus de vingt ans après la mort de son auteur, cette œuvre monumentale attend toujours d'être interprétée en France. Trente-cinq ans plus tard, en 2008, elle a été interprétée deux fois, en Allemagne de nouveau, et aux Pays-Bas : 
- Le 31 août 2008 dans la Liederhalle de Stuttgart par l'Orchestre symphonique de la radio de Stuttgart sous la direction de Heinz Holliger, avec Christine Simonin (ondes Martenot), Michael Korstick (piano) et Bernhard Haas (orgue) ;
- Le 13 septembre 2008 au Concertgebouw d'Amsterdam par l'Orchestre philharmonique de la radio néerlandaise sous la direction de Ed Spanjaard, avec Fabienne Martin-Besnard (ondes Martenot), Stephan Kiefer (piano) et Niek van der Meij (orgue).

Les musicologues s'accordent à voir dans l'Offrande musicale une des pièces maîtresses du « testament musical » du compositeur, au même titre que Le Docteur Fabricius, op. 202, et « sans doute le plus bel hommage rendu par Charles Koechlin à celui qu'il considère comme le premier des musiciens ».

## Composition

### Contexte
Otfrid Nies expose ainsi le contexte de la composition de l'œuvre :

« Sans doute à cause de ses origines alsaciennes et protestantes, [Koechlin] a souvent cherché à réunir les cultures française et allemande. Pour cet humaniste convaincu, le déclenchement de la Seconde guerre mondiale fut une catastrophe incompréhensible. Fin 1939, et pendant presque deux ans, son inspiration de tarit. Il se consacre alors au remaniement d'œuvres antérieures et à l'achèvement de son Traité de l'orchestration en quatre volumes, somme de sa vaste expérience de compositeur et de professeur. Tout en poursuivant ces travaux, Koechlin reprit goût à la composition à partir de novembre 1941. À l'automne 1942, il écrivait presque quotidiennement des canons et des fugues et concevait le plan d'une Offrande musicale sur le nom de BACH. »
Peu d'œuvres de Koechlin combinent autant que celle-ci l'élément contrapuntique avec une transparence et un traitement de l'orchestre typiquement français. Même sans les déclarations de son auteur, l'Offrande pourrait se concevoir comme une tentative pour ne pas laisser se rompre totalement le lien culturel entre les deux pays voisins, en ces temps barbares. Néanmoins, étranger à toute idée de « collaboration », le compositeur n’envisagea pas de faire jouer son œuvre pendant l’Occupation : si la composition de l’Offrande était déjà achevée en décembre 1942, sous forme de particelle (sorte de réduction pour piano avec indications détaillées sur l'instrumentation), ce n'est qu'après la fin de la guerre, en mars 1946, que Koechlin commença l'orchestration de l'œuvre, achevant ce travail en un temps étonnamment court de deux semaines. »

### Inspiration
Otfrid Nies décrit ainsi ce qui a inspiré Koechlin pour L'Offrande Musicale :

« À l'âge de 17 ans, Koechlin entendit pour la première fois la Messe en si mineur de Bach, un événement qui le marqua très profondément. Les œuvres de Bach étaient pour lui un exemple de perfection dans la composition. Dans ce sens, il était un modèle presque inaccessible. L’Offrande de Koechlin ne saurait être rattachée ni aux pastiches de style « à la Bach » ni aux tendances « néoclassiques », apparues vers 1925 sous l’impulsion d’Igor Stravinsky et du « Groupe des Six », et particulièrement suivies en France. L’article paru sous le titre Le ‘Retour à Bach’, dans La Revue Musicale du 1er novembre 1926 et dont nous citons un extrait, éclaire la position de Koechlin sur ces courants plutôt rétrogrades :
« Vous connaissez la formule : elle est à l’ordre du jour. Et plus tard, peut-être servira-t-elle aux historiens pour caractériser les Festivals de la S.I.M.C [Société Internationale de Musique Contemporaine]. Le ‘Retour’ dont on parle au sujet de la musique contemporaine, il est sans doute dans le caractère d’un art qui se veut net, vigoureux, non descriptif, et même non expressif. Je le crois défini, et fort bien, par l'article de M. André Schaeffner : Jacques Rivière et ses "Études sur la musique" . II expose les dogmes du nouveau culte, succédant à la dangereuse religion debussyste. Culte austère ; flagellation musicale nous absolvant du péché qu'engendrèrent les Nocturnes ou les Chansons de Bilitis.
« Mais dans l'ensemble, et discutable ou non, la tradition de ce néo-classicisme, je crois sans la trahir pouvoir lui attribuer ces directives : des thèmes nets, comme ceux de tels Allegros de Bach ; – point de pathétique beethovénien, franckiste ou wagnérien ; pas d'expressionnisme fauréen, ni debussyste, mais de la musique pure, et qui ne prétend à rien signifier. Et des fugues. Ou plutôt des esquisses de fugues : adaptées aux besoins d'une époque où l'on sait le prix du temps.
« Jamais chez Bach. Déjà ses sujets de fugues, chacun, ont leur caractère. Relisez le "Clavecin bien tempéré"... saisir ce charme, ce sera revenir à Bach, au vrai. Quant à sa Forme, si la raison y fait défaut, elle n'obéit pas à l'intellectualisme tout sec ; elle n'a rien de géométrique. Souvent on la voit naître du caractère d'un thème. Et ce ne sont pas des constructions sur des armatures préétablies, mais plutôt comme des improvisations qui gardent de l'ordre. Rien de plus irrégulier, rien de moins scolaire que les fugues du Clavecin bien tempéré, avec l'imprévu de leur plan. Sensibilité – écriture – liberté et souplesse de la forme – caractère moral de l'œuvre et de l'homme – telles sont les vraies caractéristiques de l'Ancêtre. Comparez maintenant avec celles du ‘Retour à Bach’ défini plus haut et concluez !
« Que conclure ? Regretter ce mouvement actuel, blâmer les tendances du jour ? Nullement ; du moins pas a priori. II ne s'agit que d'une chose : que ces tendances conduisent à de la vie musicale, à de la beauté. Un tel résultat n'est pas incompatible avec cette direction, encore qu'on la souhaiterait plus souple et moins autoritaire. On conteste seulement que les contemporains aient le monopole d'un retour à Bach. On conteste même que cela soit vraiment ‘y revenir’, – alors qu'il est tant d'autres façons de lui rendre hommage. »
Le titre de l’Offrande est une double référence à Bach : d'une part Offrande musicale traduit tout simplement Musikalisches Opfer, titre d'une œuvre de Bach ; d'autre part ... sur le nom de BACH se réfère aux notes si bémol-la-do-si (en allemand b-a-c-h) formant le thème du nom de BACH. Tout comme l’Offrande musicale de Bach, l’Offrande musicale sur le nom de BACH de Koechlin est un ensemble de pièces polyphoniques développant tout l'art de l'écriture contrapuntique. Le motif b-a-c-h est omni-présent, sous sa forme originale ou bien sous forme de renversement, d'augmentation, de diminution ou d'imitation. »

## Analyse

### Structure
L'œuvre est composée de douze pièces enchaînées, dont l'instrumentation est très variée :
1. Choral sur le thème B-A-C-H
2. Canons sur le nom de B-A-C-H
3. Fugue sur le nom de B-A-C-H
4. Passacaille
5. Fugue sur le nom de B-A-C-H
6. Polyphonie en imitations accompagnant le thème B-A-C-H
7. Feuillet d'album
8. Deux leçons d'harmonie sur le nom de BACH
1. « Chant donné »
2. « Basse donnée »
9. Divers contrepoints d'école sur des chants donnés avec BACH
1. « Fleuri » (rigoureux) à deux parties,
1bis. Variante sur le même chant donné,
2. « Fleuri » (rigoureux) à trois parties
3. « Fleuri » (rigoureux) à quatre parties
10. Contrepoints plus libres à 4, 5 et 6 parties avec chants donnés commençant par B-A-C-H
1. « Fleuri » (libre) à quatre parties
2. « Fleuri » (libre) à cinq parties
3. « Fleuri » (libre) à six parties
11. Fugue symétrique sur le nom de BACH
12. Final

### Technique
Expert de la musique de Koechlin, Otfrid Nies analyse les techniques mises en œuvre par le compositeur :

« L’Offrande est encadrée par le n° 1 (Choral sur le thème b-a-c-h, qui forme comme un appel ou une invocation du nom) et le n° 12, le final triomphal. L'ensemble de l'œuvre forme comme une voûte inversée : au centre de l’Offrande se trouve – comme un corps étranger, totalement inattendu et presque paradoxal – le n° 7, une pièce pour piano seul, qui porte en outre le titre de Feuillet d’album. Celui-ci évoque plutôt une pièce légère de genre pour salon du XIXe siècle, en tout cas sans grand rapport avec Bach. Pourtant le motif b-a-c-h est toujours bien là comme élément de liaison. Mais dans le geste et dans son expression, le Feuillet d’album de Koechlin fleure bon le haut-romantisme, une rupture tout à fait intentionnelle du compositeur. La transition du n° 6 au Feuillet d'album est un instant magique : le n° 6 Polyphonie en imitations s'achève en un mouvement rapide, descendant dont le volume sonore décroît peu à peu pour s'effacer, presque inaudible, vers des basses profondes, l'orchestre disparaissant « en fondu ». Cette partie présente un détail remarquable : la descente des contrebasses conduit à la note finale du morceau, le si bémol le plus grave. Le piano reprend cette note finale grave, qui serait encore trop distincte, trop concrète au piano seul, « nu » dans cette extinction musicale. C'est pourquoi la note grave du piano est recouverte d'un roulement extrêmement doux de la grosse caisse qui poursuit pour sa part un roulement doux de timbale se mourant presque imperceptiblement. Ceci atténue, estompe la note du piano. Cependant ce si bémol grave du piano qu'on doit à peine entendre comme tel sert de passerelle vers l'insolite Feuillet d’album. Nous devinons à peine cette note du piano. Et c'est justement avec ce si bémol, au medium cette fois-ci et en tête du premier motif b-a-c-h que le Feuillet d'album commence. Koechlin crée ainsi une subtile connexion entre les deux morceaux si opposés. 
Après le Feuillet d’album, Koechlin augmente peu à peu l'effectif instrumental des pièces suivantes. Avec l'accroissement des effectifs, la structure polyphonique des différents morceaux devient de plus en plus complexe. Il y a d'abord quelques morceaux de facture très « rigoureuse » : Deux leçons d'harmonie (n° 8), Trois contrepoints d’école (n° 9) et finalement les Trois contrepoints plus libres pour quatre, cinq et six voix (n° 10), tous sur le chant donné de b-a-c-h. Afin de donner un contour clair au développement des phrases à cinq ou à six voix dans les nos 10-2 « Fleuri » (libre) à 5 parties et 10-3 « Fleuri » (libre) à 6 parties, le compositeur élargit la palette sonore des instruments à cordes. Dans le n° 10-2, il regroupe par exemple trois altos et deux violoncelles pour donner ainsi à la 4ème voix une couleur distinctive. Pour les six voix du n° 10-3, Koechlin développe encore plus la combinaison des timbres des cordes : la voix 6, très grave, se compose de 4 violoncelles et 4 contrebasses, la voix 5, de 2 altos et 6 violoncelles, la voix 4, de 6 altos et deux violoncelles, – etc. Les six voix du contrepoint sont ici soutenues de bout en bout par les cordes. Mais ce n'est pas tout : en mélangeant et en combinant les instruments, Koechlin crée encore de nouvelles couleurs en ajoutant deux instruments à vent à chacun des six groupes de cordes. Avec cette fusion, cette alchimie de sons, Koechlin invente pratiquement de nouveaux instruments. Cependant la cohésion étroite entre un groupe de cordes et les deux instruments à vent qui lui sont associés ne dure que pendant les 13 mesures du chant donné. Ailleurs, les six groupes de cordes nouent des partenariats libres et variés avec les instruments à vent. Koechlin dispose ainsi de beaucoup plus de possibilités de différenciation et d'expression que s'il gardait une combinaison figée des groupes de cordes + 2 instruments à vent durant tout la pièce.
L’apogée de l’art du contrepoint est atteint au n° 11, une fugue « symétrique » qui précède le Final extraverti, « sonore, triomphal ». Cette Fugue symétrique illustre une idée novatrice d’Émile Duchêne, exposée par celui-ci dans son Essai sur la Fugue symétrique. Dans la fugue traditionnelle, la réponse au thème peut être réelle ou tonale. Dans le premier cas, la réponse à la dominante est une transposition exacte du thème qui, sans modulation correctrice, éloigne nécessairement de la tonalité de base. La réponse « tonale », au contraire, modifie quelques intervalles – remplaçant par exemple une quinte du thème par une quarte dans la réponse – afin de retourner sans problème à la tonalité principale. Duchêne part de l’idée qu’une fugue peut être à la fois « réelle » et « tonale » si le thème de la fugue, au fil de son développement, module par la quarte augmentée ou la quinte diminuée, appelée triton. La réponse exacte sur le triton ramène automatiquement à la tonalité de base. La nature symétrique de l’intervalle (le renversement d’un triton donne un nouveau triton) inspira à Duchêne l’appellation « Fugue symétrique ». 
Dans les divers manuscrits autographes de l’Offrande musicale sur le nom de BACH Koechlin se réfère explicitement aux idées d’Émile Duchêne. Dans sa propre Fugue symétrique il pousse même le jeu des miroirs encore plus loin : le thème de la fugue, en vingt-deux notes, séquence le motif b-a-c-h (si bémol – la – do – si bécarre). Dense et complexe, il parcourt d’abord les douze notes de la gamme chromatique dans l’ordre de leur succession – à l’exception d’un retour prématuré de la deuxième note –. Sa structure musicale rappelle celle du thème de la Fugue en si mineur de Jean Sébastien Bach à la fin du premier volume du Clavier bien tempéré. Le thème de Bach, également sur vingt-deux notes, comprend lui aussi les douze notes de la gamme chromatique. Il est permis de supposer qu’une telle analogie de forme et de fond était voulue par Koechlin, comme une allusion cachée supplémentaire au dédicataire de l’Offrande.
Avec son Offrande musicale sur le nom de BACH, Koechlin demande à l'auditeur une très grande concentration ne serait-ce qu'en raison du grand nombre de morceaux et de la durée de l'œuvre. Mais à la fin le compositeur nous récompense pour tous nos efforts avec un final très extraverti, que nous avons bien mérité. Avec un léger clin d'œil, Koechlin donne pour ce final l'indication « sonore, triomphal ». Ici le motif b-a-c-h court en doubles croches aux cordes aiguës dès le début et durant 66 mesures, repris par moments aussi par l'orgue. L'œuvre s'achève avec l'augmentation triomphale du motif b-a-c-h. »

### Orchestration
Selon Otfrid Nies, toujours :

« L’orchestre est riche (bois par quatre, cinq cors, cinq trompettes, quatre trombones, tuba, timbales, percussions, cordes) et renforcé par l’ajout de trois saxophones (soprano, alto, ténor), d'un orgue, d'un piano et d'Ondes Martenot. L’orchestre au grand complet [106 instrumentistes] n’est engagé que dans les nos I, X/3, XI et XII. L’opposition d’écritures pour cordes seules ou pour bois seuls, le mélange et l’utilisation très différenciée de divers groupes instrumentaux jusqu’aux pièces pour quatuor à cordes, pour piano seul ou pour orgue seul confèrent à l’œuvre une grande variété d’instrumentations, de couleurs orchestrales et d’expressions. »

Le tableau suivant détaille les instruments employés pour chaque pièce :
| Mouvement         | I                                  | II                  | III    | IV     | V | VI            | VII  | VIII.1              | VIII.2 | IX.1 & 2 | IX.3 | X.1              | X.2      | X.3      | XI            | XII                               |
| ----------------- | ---------------------------------- | ------------------- | ------ | ------ | - | ------------- | ---- | ------------------- | ------ | -------- | ---- | ---------------- | -------- | -------- | ------------- | --------------------------------- |
| Petite flûte      | 2                                  | 2                   |        |        | 2 |               |      |                     |        |          |      |                  |          | 2        | 2             | 2                                 |
| Flûte             | 2                                  | 2                   |        |        | 2 | 1             |      |                     |        |          |      |                  | 3        | 2        | 2             | 2                                 |
| Hautbois          | 3                                  | 3                   |        |        | 2 |               |      |                     |        |          |      |                  |          | 1        | 2             | 3                                 |
| Hautbois d'amour  |                                    |                     |        |        |   |               |      |                     |        |          |      |                  |          |          | 1             |                                   |
| Cor anglais       | 1                                  | 1                   |        |        | 1 |               |      |                     |        |          |      |                  |          | 1        | 1             | 1                                 |
| Petite clarinette | 1                                  | 1                   |        |        |   |               |      |                     |        |          |      |                  |          | 1        | 1             | 1                                 |
| Clarinette        | 2                                  | 2                   |        |        | 2 |               |      |                     |        |          |      |                  |          | 2        | 2             | 2                                 |
| Clarinette basse  | 1                                  | 1                   |        |        | 1 |               |      |                     |        |          |      |                  |          | 1        | 1             | 1                                 |
| Basson            | 3                                  | 3                   |        |        | 2 |               |      |                     |        |          |      |                  |          | 2        | 3             | 3                                 |
| Contrebasson      | 1                                  | 1                   |        |        | 1 |               |      |                     |        |          |      |                  |          |          | 1             | 1                                 |
| Saxophone         | Soprano, ténor                     | Soprano alto, ténor |        |        |   |               |      |                     |        |          | Alto |                  |          | Alto     | Soprano, alto | Soprano, alto                     |
| Cor               | 5                                  | 5                   |        |        | 5 | 4             |      |                     |        |          | 1    |                  | 2        | 1        | 4             | 5                                 |
| Trompette         | 4                                  | 4                   |        |        | 4 | 2             |      |                     |        |          | 1    |                  | 2        | 1        | 4             | 5                                 |
| Trombone          | 4                                  | 3                   |        |        | 3 | 2             |      |                     |        |          | 1    |                  | 2        | 1        | 3             | 4                                 |
| Tuba              | 1                                  | 1                   |        |        | 1 | 1             |      |                     |        |          |      |                  |          |          | 1             | 1                                 |
| Timbales          | X                                  | X                   |        |        | X | X             |      |                     |        |          |      |                  |          |          | X             | X                                 |
| Orgue             | X                                  |                     |        | X      |   |               |      |                     | X      | X        | X    | ad lib.          |          |          |               | X                                 |
| Ondes Martenot    | X                                  | X                   |        |        | X | X             |      | X                   |        |          |      |                  |          |          | X             | X                                 |
| Piano             | X                                  |                     |        |        |   | X             | seul |                     |        |          |      |                  |          |          |               | X                                 |
| Harpe             | 2                                  |                     |        |        |   |               |      |                     |        |          |      |                  |          |          |               |                                   |
| Percussions       | Xylophone, Jeu de timbres, Célesta | Cymbales            |        |        |   | Grosse caisse |      |                     |        |          |      |                  |          |          |               | Cymbales, grosse caisse, triangle |
| Cordes            | toutes                             | toutes              | seules | toutes |   | toutes        |      | 2 altos violoncelle |        |          |      | Quatuor à cordes | divisées | divisées | toutes        | toutes                            |

Dans la seconde pièce en Contrepoint libre à cinq parties, les cordes sont divisées de manière précise :
- 5 premiers violons (voix 1),
- 5 seconds violons (voix 2),
- 3 seconds violons et 2 altos (voix 3),
- 3 altos et 2 violoncelles (voix 4),
- 3 violoncelles et 2 contrebasses (voix 5)

et dans la troisième, à six parties :
- 14 premiers violons (voix 1),
- 2 premiers violons et 10 seconds violons (voix 2),
- 4 seconds violons et 6 altos (voix 3),
- 6 altos et 2 violoncelles (voix 4),
- 2 altos et 6 violoncelles (voix 5),
- 4 violoncelles et 4 contrebasses (voix 6)

## Postérité

### Création
Il fallut attendre plus de vingt ans après la mort de son auteur pour que cette œuvre majeure soit créée, le 19 mai 1973, par l'orchestre symphonique de la Radio de Francfort, sous la direction de Juan Pablo Izquierdo. Elle attend toujours d'être interprétée en France.

### Critiques
L'analyse ou la simple écoute de L'Offrande musicale sur le nom de Bach offre un démenti au jugement sévère d'Antoine Goléa, qui date pourtant de 1977, quatre ans après la création de l'œuvre en Allemagne. Selon ce musicologue, Koechlin « a composé une énorme quantité d'œuvres, dont les initiés bienveillants affirment qu'elles sont étonnantes, mais les rares fois qu'on a l'occasion d'en entendre une, on est inévitablement déçu par la mollesse des accents, les incertitudes de la forme et cette façon lassante de ne pas savoir finir ce qu'on a commencé ». Si le critique a ainsi pris connaissance des partitions, il témoigne, au mieux, d'une coupable méconnaissance envers la liberté d'écriture du compositeur qui, à ses yeux, « restait à un niveau d'amateurisme, ce qui est d'autant plus étonnant que ce compositeur décevant a été un professeur passionné, très libéral et très ouvert d'esprit, une qualité qui desservait de toute évidence le créateur ».
Trente ans plus tard, selon Otfrid Nies, « le caractère mystérieux de la musique de Koechlin, associé à son extrême complexité, est peut-être une raison qui pourrait expliquer pourquoi elle a été si peu diffusée jusqu'ici. Elle échappe à une réception superficielle et ne se révèle qu'à l'auditeur ouvert et attentif, qui est récompensé par les riches découvertes qu'il fait alors ».

### Redécouverte
Un des plus ardents défenseurs de la musique de Koechlin est le compositeur, hautboïste et chef d'orchestre Heinz Holliger, qui collabore avec Otfrid Nies pour enregistrer des œuvres parmi les plus importantes de son catalogue depuis 2002 pour SWR et le label Hänssler Classic. Dès 1989, présentant l'œuvre de Koechlin au festival de Berlin, il déclare : 

« Ce qui me fascine tout d'abord dans cette musique, c'est qu'elle ne nous fait aucune avance. Je crois que c'est une musique absolument ouverte, dans laquelle on peut tomber, où l'on peut pénétrer par tous les pores des sons. Mais elle ne vient pas me chercher, ce n'est pas une musique qui cherche à me flatter. Elle possède une certaine transparence cristalline ainsi qu'un penchant pour le mouvement infiniment lent. Et cette manière de traiter le son et le mouvement était probablement complètement étrangère en France et, à l'époque, elle aurait été encore plus étrangère en Allemagne. Et aujourd'hui, peut-être sommes-nous prêts à mieux apprécier cela. Nous ne pouvons guère nous permettre d'ignorer ces œuvres. »

## Discographie
- Charles Koechlin, Offrande musicale sur le nom de Bach op.187 — par l'orchestre symphonique de la Radio de Francfort, dir. Juan Pablo Izquierdo (19 mai 1973), Hörfuntext de Koechlin le 29 décembre 1947, L'Ancienne Maison de campagne op. 124 (III et XII) par Charles Koechlin au piano (29 décembre 1947, Édition Michael Frauenlob Bauer MFB 019, 1991) (OCLC 1187444800)
- Charles Koechlin, Les Bandar-log op. 176 et L'Offrande musicale sur le nom de Bach op. 187 — interprétés par l'Orchestre symphonique de la radio de Stuttgart sous la direction de Heinz Holliger (Hänssler Classic 93.221, 2007) (OCLC 767880836)

### Ouvrages de Charles Koechlin
- Charles Koechlin, Offrande musicale sur le nom de Bach op. 187, Paris, Gérard Billaudot, 2011, partition d'orchestre
- Charles Koechlin, Traité de l'orchestration, Paris, Éditions Max Eschig, 1954 (BNF 39725857),
- Charles Koechlin, Charles Koechlin par lui-même, Paris, La Revue musicale (nos 340-341), 1981

### Ouvrages généraux
- Antoine Goléa, La musique, de la nuit des temps aux aurores nouvelles, Paris, Alphonse Leduc et Cie, 1977, 954 p. (ISBN 2-85689-001-6)
- Paul Pittion, La Musique et son histoire : tome II — de Beethoven à nos jours, Paris, Éditions Ouvrières, 1960

### Monographies
- Aude Caillet, Charles Koechlin : L'Art de la liberté, Anglet, Séguier, coll. « Carré Musique », 2001, 214 p. (ISBN 2-84049-255-5).